# جوناثان روفين
جوناثان روفين (بالإنجليزية: Jonathan Ruffin) هو لاعب كرة قدم أمريكية أمريكي، ولد في 1 أغسطس 1981.